# Olivetti (famiglia)

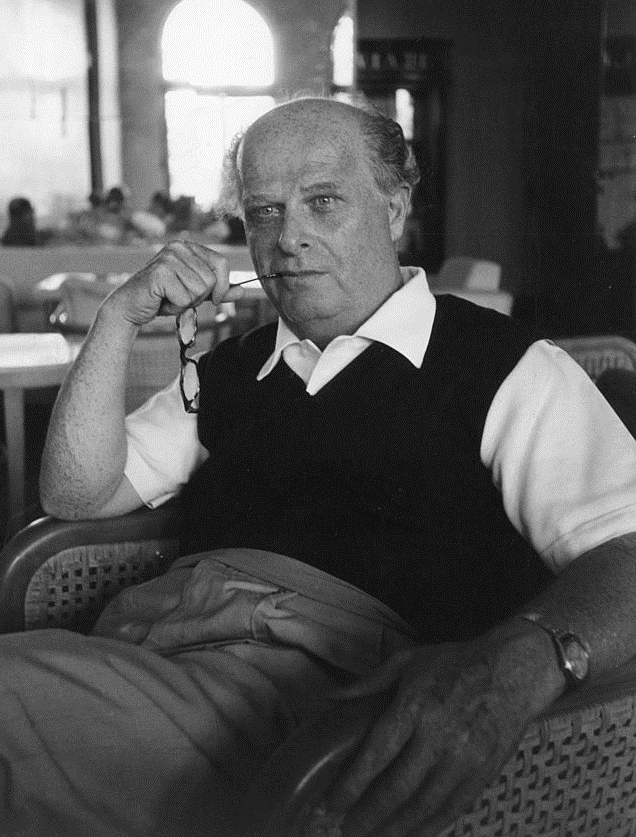
Adriano Olivetti, l'esponente più famoso della famiglia.

Gli Olivetti sono stati un'importante famiglia imprenditoriale, industriale e politica dell'Italia della storia moderna.

## Storia
La famiglia Olivetti era una famiglia ebrea di origini piemontesi, forse emigrata dalla Spagna nel Cinquecento o Seicento.
Imparentati con varie famiglie ebree piemontesi ed emiliano-romagnole, se ne ha una prima notizia quando Salomon Olivetti di Ivrea sposa nel 1763 Sara Formiggini, la figlia di Laudadio (gioielliere ufficiale degli Estensi di Modena e banchiere).
All'inizio dell'Ottocento gli Olivetti si legano ai Pontremoli, altra importante famiglia ebrea piemontese che farà della città di Nizza una delle città di residenza preferite.
Le successive diramazioni portarono a generare vari rami famigliari (tra quelli noti):
- il ramo da cui discende Camillo Olivetti, fondatore nel 1908 dell'omonima azienda, e suo figlio Adriano (che si legherà in matrimonio con la sorella della scrittrice Natalia Ginzburg, esponente dell'altrettanto importante famiglia ebrea Levi-Tanzi);
- il ramo di Gino Olivetti, che fonderà nel 1910 la Confederazione generale dell'industria italiana (meglio nota come Confindustria);
- il ramo di Angelo Oliviero Olivetti, importante esponente prima del sindacalismo rivoluzionario e poi aderente al fascismo e tra i fondatori del corporativismo e del Sindacalismo fascista.

Nel corso degli anni '20-'30 la famiglia in generale raggiunse la sua massima potenza sociale, ricoprendo incarichi di primo piano a livello nazionale in vari ambiti e contribuendo attivamente anche al fascismo italiano, oltre a possedere e dirigere un'azienda e una realtà industriale già leader nel proprio settore.

## Albero genealogico
|  |  | | | | | | |  |  |                             |                             |                             |                             |                             |                             |  |  |                                                       |                                                       |                                                                     |                                                       |                                                       |                                                       |             |             | | | | | | |  |  | | | | | | |  |  |               |               |               |               |                     |                     |                     |                     |                                                                  |                                                                  |                                                                  |                                                                  |                                                                  |                                                                  |                   |                   | | | | | | | | | | | | |  |  | | | | | | |  |  |  |  |  |  |  |  |  |  |  |  |
|  |  | | | | | | |  |  |                             |                             |                             |                             |                             |                             |  |  |                                                       |                                                       | Laudadio Formiggini 1690 - 1763 Gioielliere ufficiale degli Estensi |                                                       |                                                       |                                                       |             |             | | | | | | |  |  | | | | | | |  |  |               |               |               |               |                     |                     |                     |                     |                                                                  |                                                                  |                                                                  |                                                                  |                                                                  |                                                                  |                   |                   | | | | | | | | | | | | |  |  | | | | | | |  |  |  |  |  |  |  |  |  |  |  |  |
|  |  | | | | | | |  |  |                             |                             |                             |                             |                             |                             |  |  |                                                       |                                                       |                                                                     |                                                       |                                                       |                                                       |             |             | | | | | sp. nel 1763 | |  |  | | | | | | |  |  |               |               |               |               |                     |                     |                     |                     |                                                                  |                                                                  |                                                                  |                                                                  |                                                                  |                                                                  |                   |                   | | | | | | | | | | | | |  |  | | | | | | |  |  |  |  |  |  |  |  |  |  |  |  |
|  |  | | | | | | |  |  |                             |                             |                             |                             |                             |                             |  |  |                                                       |                                                       |                                                                     |                                                       |                                                       |                                                       |             |             | | | | | | |  |  | | | | | | |  |  |               |               |               |               |                     |                     |                     |                     |                                                                  |                                                                  |                                                                  |                                                                  |                                                                  |                                                                  |                   |                   | | | | | | | | | | | | |  |  | | | | | | |  |  |  |  |  |  |  |  |  |  |  |  |
|  |  | | | | | | |  |  |                             |                             |                             |                             |                             |                             |  |  |                                                       |                                                       | Altri figli                                                         | Altri figli                                           | Altri figli                                           | Altri figli                                           | Altri figli | Altri figli | Sara Formiggini | Sara Formiggini | Sara Formiggini | Sara Formiggini | Sara Formiggini | Sara Formiggini |  |  | Rafael Salomon Olivetti (1726 - 1807)                                                                 | Rafael Salomon Olivetti (1726 - 1807)                                                                 | Rafael Salomon Olivetti (1726 - 1807)                                                                 | Rafael Salomon Olivetti (1726 - 1807)                                                                 | Rafael Salomon Olivetti (1726 - 1807)                                                                 | Rafael Salomon Olivetti (1726 - 1807)                                                                 |  |  |               |               |               |               |                     |                     |                     |                     |                                                                  |                                                                  |                                                                  |                                                                  |                                                                  |                                                                  |                   |                   | | | | | | | | | | | | |  |  | | | | | | |  |  |  |  |  |  |  |  |  |  |  |  |
|  |  | | | | | | |  |  |                             |                             |                             |                             |                             |                             |  |  |                                                       |                                                       | Altri figli                                                         | Altri figli                                           | Altri figli                                           | Altri figli                                           | Altri figli | Altri figli | Sara Formiggini | Sara Formiggini | Sara Formiggini | Sara Formiggini | Sara Formiggini | Sara Formiggini |  |  | Rafael Salomon Olivetti (1726 - 1807)                                                                 | Rafael Salomon Olivetti (1726 - 1807)                                                                 | Rafael Salomon Olivetti (1726 - 1807)                                                                 | Rafael Salomon Olivetti (1726 - 1807)                                                                 | Rafael Salomon Olivetti (1726 - 1807)                                                                 | Rafael Salomon Olivetti (1726 - 1807)                                                                 |  |  |               |               |               |               |                     |                     |                     |                     |                                                                  |                                                                  |                                                                  |                                                                  |                                                                  |                                                                  |                   |                   | | | | | | | | | | | | |  |  | | | | | | |  |  |  |  |  |  |  |  |  |  |  |  |
|  |  | | | | | | |  |  |                             |                             |                             |                             |                             |                             |  |  |                                                       |                                                       |                                                                     |                                                       |                                                       |                                                       |             |             | | | | | | |  |  | | | | | | |  |  |               |               |               |               |                     |                     |                     |                     |                                                                  |                                                                  |                                                                  |                                                                  |                                                                  |                                                                  |                   |                   | | | | | | | | | | | | |  |  | | | | | | |  |  |  |  |  |  |  |  |  |  |  |  |
|  |  | | | | | | |  |  |                             |                             |                             |                             |                             |                             |  |  |                                                       |                                                       |                                                                     |                                                       |                                                       |                                                       |             |             | | | | | | |  |  | | | | | | |  |  |               |               |               |               |                     |                     |                     |                     |                                                                  |                                                                  |                                                                  |                                                                  |                                                                  |                                                                  |                   |                   | | | | | | | | | | | | |  |  | | | | | | |  |  |  |  |  |  |  |  |  |  |  |  |
|  |  | | | | | | |  |  |                             |                             |                             |                             |                             |                             |  |  | Eliseo Pontremoli (1778 - 1851) Gran Rabbino di Nizza | Eliseo Pontremoli (1778 - 1851) Gran Rabbino di Nizza | Eliseo Pontremoli (1778 - 1851) Gran Rabbino di Nizza               | Eliseo Pontremoli (1778 - 1851) Gran Rabbino di Nizza | Eliseo Pontremoli (1778 - 1851) Gran Rabbino di Nizza | Eliseo Pontremoli (1778 - 1851) Gran Rabbino di Nizza |             |             | Bella Mazal Tov Olivetti / Bella Eleonora Olivetti (1780 - 1874)                                                                                     | Bella Mazal Tov Olivetti / Bella Eleonora Olivetti (1780 - 1874)                                                                                     | Bella Mazal Tov Olivetti / Bella Eleonora Olivetti (1780 - 1874)                                                                                     | Bella Mazal Tov Olivetti / Bella Eleonora Olivetti (1780 - 1874)                                                                                     | Bella Mazal Tov Olivetti / Bella Eleonora Olivetti (1780 - 1874)                                                                                     | Bella Mazal Tov Olivetti / Bella Eleonora Olivetti (1780 - 1874)                                                                                     |  |  | | | | | | |  |  |               |               |               |               |                     |                     |                     |                     |                                                                  |                                                                  |                                                                  |                                                                  |                                                                  |                                                                  |                   |                   | | | | | | | | | | | | |  |  | | | | | | |  |  |  |  |  |  |  |  |  |  |  |  |
|  |  | | | | | | |  |  |                             |                             |                             |                             |                             |                             |  |  | Eliseo Pontremoli (1778 - 1851) Gran Rabbino di Nizza | Eliseo Pontremoli (1778 - 1851) Gran Rabbino di Nizza | Eliseo Pontremoli (1778 - 1851) Gran Rabbino di Nizza               | Eliseo Pontremoli (1778 - 1851) Gran Rabbino di Nizza | Eliseo Pontremoli (1778 - 1851) Gran Rabbino di Nizza | Eliseo Pontremoli (1778 - 1851) Gran Rabbino di Nizza |             |             | Bella Mazal Tov Olivetti / Bella Eleonora Olivetti (1780 - 1874)                                                                                     | Bella Mazal Tov Olivetti / Bella Eleonora Olivetti (1780 - 1874)                                                                                     | Bella Mazal Tov Olivetti / Bella Eleonora Olivetti (1780 - 1874)                                                                                     | Bella Mazal Tov Olivetti / Bella Eleonora Olivetti (1780 - 1874)                                                                                     | Bella Mazal Tov Olivetti / Bella Eleonora Olivetti (1780 - 1874)                                                                                     | Bella Mazal Tov Olivetti / Bella Eleonora Olivetti (1780 - 1874)                                                                                     |  |  | | | | | | |  |  |               |               |               |               |                     |                     |                     |                     |                                                                  |                                                                  |                                                                  |                                                                  |                                                                  |                                                                  |                   |                   | | | | | | | | | | | | |  |  | | | | | | |  |  |  |  |  |  |  |  |  |  |  |  |
|  |  | | | | | Famiglia Pontremoli                                                                                   | |  |  |                             |                             |                             |                             |                             |                             |  |  |                                                       |                                                       |                                                                     |                                                       |                                                       |                                                       |             |             | | | | | | |  |  | | | | | | |  |  |               |               |               |               |                     |                     |                     |                     |                                                                  |                                                                  |                                                                  |                                                                  |                                                                  |                                                                  |                   |                   | | | | | | | | | | | | |  |  | | | | | | |  |  |  |  |  |  |  |  |  |  |  |  |
|  |  | | | | | | |  |  |                             |                             |                             |                             |                             |                             |  |  |                                                       |                                                       |                                                                     |                                                       |                                                       |                                                       |             |             | | | | | | |  |  | | | | | | |  |  |               |               |               |               |                     |                     |                     |                     |                                                                  |                                                                  |                                                                  |                                                                  |                                                                  |                                                                  |                   |                   | | | | | | | | | | | | |  |  | | | | | | |  |  |  |  |  |  |  |  |  |  |  |  |
|  |  | | | | | | |  |  |                             |                             |                             |                             |                             |                             |  |  | Esdra Pontremoli (1818 - 1888) ebraista               | Esdra Pontremoli (1818 - 1888) ebraista               | Esdra Pontremoli (1818 - 1888) ebraista                             | Esdra Pontremoli (1818 - 1888) ebraista               | Esdra Pontremoli (1818 - 1888) ebraista               | Esdra Pontremoli (1818 - 1888) ebraista               |             |             | Raffaele Pontremoli (1832 - 1906) pittore * ritrattista ufficiale di Vittorio Emanuele II * ispettore generale della Pinacoteca di Brera (1882-1906) | Raffaele Pontremoli (1832 - 1906) pittore * ritrattista ufficiale di Vittorio Emanuele II * ispettore generale della Pinacoteca di Brera (1882-1906) | Raffaele Pontremoli (1832 - 1906) pittore * ritrattista ufficiale di Vittorio Emanuele II * ispettore generale della Pinacoteca di Brera (1882-1906) | Raffaele Pontremoli (1832 - 1906) pittore * ritrattista ufficiale di Vittorio Emanuele II * ispettore generale della Pinacoteca di Brera (1882-1906) | Raffaele Pontremoli (1832 - 1906) pittore * ritrattista ufficiale di Vittorio Emanuele II * ispettore generale della Pinacoteca di Brera (1882-1906) | Raffaele Pontremoli (1832 - 1906) pittore * ritrattista ufficiale di Vittorio Emanuele II * ispettore generale della Pinacoteca di Brera (1882-1906) |  |  | | | | | | |  |  |               |               |               |               |                     |                     |                     |                     |                                                                  |                                                                  |                                                                  |                                                                  |                                                                  |                                                                  |                   |                   | | | | | | | | | | | | |  |  | | | | | | |  |  |  |  |  |  |  |  |  |  |  |  |
|  |  | | | | | | |  |  |                             |                             |                             |                             |                             |                             |  |  | Esdra Pontremoli (1818 - 1888) ebraista               | Esdra Pontremoli (1818 - 1888) ebraista               | Esdra Pontremoli (1818 - 1888) ebraista                             | Esdra Pontremoli (1818 - 1888) ebraista               | Esdra Pontremoli (1818 - 1888) ebraista               | Esdra Pontremoli (1818 - 1888) ebraista               |             |             | Raffaele Pontremoli (1832 - 1906) pittore * ritrattista ufficiale di Vittorio Emanuele II * ispettore generale della Pinacoteca di Brera (1882-1906) | Raffaele Pontremoli (1832 - 1906) pittore * ritrattista ufficiale di Vittorio Emanuele II * ispettore generale della Pinacoteca di Brera (1882-1906) | Raffaele Pontremoli (1832 - 1906) pittore * ritrattista ufficiale di Vittorio Emanuele II * ispettore generale della Pinacoteca di Brera (1882-1906) | Raffaele Pontremoli (1832 - 1906) pittore * ritrattista ufficiale di Vittorio Emanuele II * ispettore generale della Pinacoteca di Brera (1882-1906) | Raffaele Pontremoli (1832 - 1906) pittore * ritrattista ufficiale di Vittorio Emanuele II * ispettore generale della Pinacoteca di Brera (1882-1906) | Raffaele Pontremoli (1832 - 1906) pittore * ritrattista ufficiale di Vittorio Emanuele II * ispettore generale della Pinacoteca di Brera (1882-1906) |  |  | | | | | | |  |  |               |               |               |               |                     |                     |                     |                     |                                                                  |                                                                  |                                                                  |                                                                  |                                                                  |                                                                  |                   |                   | | | | | | | | | | | | |  |  | | | | | | |  |  |  |  |  |  |  |  |  |  |  |  |
|  |  | | | | | | |  |  |                             |                             |                             |                             |                             |                             |  |  |                                                       |                                                       |                                                                     |                                                       |                                                       |                                                       |             |             | | | | | | |  |  | Salvador Benedetto Olivetti (? - 1869)                                                                | Salvador Benedetto Olivetti (? - 1869)                                                                | Salvador Benedetto Olivetti (? - 1869)                                                                | Salvador Benedetto Olivetti (? - 1869)                                                                | Salvador Benedetto Olivetti (? - 1869)                                                                | Salvador Benedetto Olivetti (? - 1869)                                                                |  |  |               |               |               |               |                     |                     |                     |                     |                                                                  |                                                                  |                                                                  |                                                                  | Raffaele Olivetti                                                | Raffaele Olivetti                                                | Raffaele Olivetti | Raffaele Olivetti | Raffaele Olivetti | Raffaele Olivetti | | | Emilia Coen | Emilia Coen | Emilia Coen | Emilia Coen | Emilia Coen | Emilia Coen | | |  |  | | | | | | |  |  |  |  |  |  |  |  |  |  |  |  |
|  |  | | | | | | |  |  |                             |                             |                             |                             |                             |                             |  |  |                                                       |                                                       |                                                                     |                                                       |                                                       |                                                       |             |             | | | | | | |  |  | Salvador Benedetto Olivetti (? - 1869)                                                                | Salvador Benedetto Olivetti (? - 1869)                                                                | Salvador Benedetto Olivetti (? - 1869)                                                                | Salvador Benedetto Olivetti (? - 1869)                                                                | Salvador Benedetto Olivetti (? - 1869)                                                                | Salvador Benedetto Olivetti (? - 1869)                                                                |  |  |               |               |               |               |                     |                     |                     |                     |                                                                  |                                                                  |                                                                  |                                                                  | Raffaele Olivetti                                                | Raffaele Olivetti                                                | Raffaele Olivetti | Raffaele Olivetti | Raffaele Olivetti | Raffaele Olivetti | | | Emilia Coen | Emilia Coen | Emilia Coen | Emilia Coen | Emilia Coen | Emilia Coen | | |  |  | | | | | | |  |  |  |  |  |  |  |  |  |  |  |  |
|  |  | | | | | | |  |  |                             |                             |                             |                             |                             |                             |  |  |                                                       |                                                       |                                                                     |                                                       |                                                       |                                                       |             |             | | | | | | |  |  | | | | | | |  |  |               |               |               |               |                     |                     |                     |                     |                                                                  |                                                                  |                                                                  |                                                                  |                                                                  |                                                                  |                   |                   | | | | | | | | | | | | |  |  | | | | | | |  |  |  |  |  |  |  |  |  |  |  |  |
|  |  | | | | | | |  |  |                             |                             |                             |                             |                             |                             |  |  |                                                       |                                                       |                                                                     |                                                       |                                                       |                                                       |             |             | Luisa Revel | Luisa Revel | Luisa Revel | Luisa Revel | Luisa Revel | Luisa Revel |  |  | Samuel David Camillo Olivetti (1868 - 1943) Fondatore della C. Olivetti & C (1908).                   | Samuel David Camillo Olivetti (1868 - 1943) Fondatore della C. Olivetti & C (1908).                   | Samuel David Camillo Olivetti (1868 - 1943) Fondatore della C. Olivetti & C (1908).                   | Samuel David Camillo Olivetti (1868 - 1943) Fondatore della C. Olivetti & C (1908).                   | Samuel David Camillo Olivetti (1868 - 1943) Fondatore della C. Olivetti & C (1908).                   | Samuel David Camillo Olivetti (1868 - 1943) Fondatore della C. Olivetti & C (1908).                   |  |  |               |               |               |               | Famiglia Levi-Tanzi | Famiglia Levi-Tanzi | Famiglia Levi-Tanzi | Famiglia Levi-Tanzi | Famiglia Levi-Tanzi                                              | Famiglia Levi-Tanzi                                              |                                                                  |                                                                  |                                                                  |                                                                  |                   |                   | Gino Olivetti 1880 - 1942 * Fondatore e segretario di Confindustria (1919-1933) * Presidente della Juventus (1920-1923) | Gino Olivetti 1880 - 1942 * Fondatore e segretario di Confindustria (1919-1933) * Presidente della Juventus (1920-1923) | Gino Olivetti 1880 - 1942 * Fondatore e segretario di Confindustria (1919-1933) * Presidente della Juventus (1920-1923) | Gino Olivetti 1880 - 1942 * Fondatore e segretario di Confindustria (1919-1933) * Presidente della Juventus (1920-1923) | Gino Olivetti 1880 - 1942 * Fondatore e segretario di Confindustria (1919-1933) * Presidente della Juventus (1920-1923) | Gino Olivetti 1880 - 1942 * Fondatore e segretario di Confindustria (1919-1933) * Presidente della Juventus (1920-1923) | | | | | | |  |  | Angelo Oliviero Olivetti ? (1874 - 1931) Politologo, importante esponente del sindacalismo fascista e del corporativismo | Angelo Oliviero Olivetti ? (1874 - 1931) Politologo, importante esponente del sindacalismo fascista e del corporativismo | Angelo Oliviero Olivetti ? (1874 - 1931) Politologo, importante esponente del sindacalismo fascista e del corporativismo | Angelo Oliviero Olivetti ? (1874 - 1931) Politologo, importante esponente del sindacalismo fascista e del corporativismo | Angelo Oliviero Olivetti ? (1874 - 1931) Politologo, importante esponente del sindacalismo fascista e del corporativismo | Angelo Oliviero Olivetti ? (1874 - 1931) Politologo, importante esponente del sindacalismo fascista e del corporativismo |  |  |  |  |  |  |  |  |  |  |  |  |
|  |  | | | | | | |  |  |                             |                             |                             |                             |                             |                             |  |  |                                                       |                                                       |                                                                     |                                                       |                                                       |                                                       |             |             | Luisa Revel | Luisa Revel | Luisa Revel | Luisa Revel | Luisa Revel | Luisa Revel |  |  | Samuel David Camillo Olivetti (1868 - 1943) Fondatore della C. Olivetti & C (1908).                   | Samuel David Camillo Olivetti (1868 - 1943) Fondatore della C. Olivetti & C (1908).                   | Samuel David Camillo Olivetti (1868 - 1943) Fondatore della C. Olivetti & C (1908).                   | Samuel David Camillo Olivetti (1868 - 1943) Fondatore della C. Olivetti & C (1908).                   | Samuel David Camillo Olivetti (1868 - 1943) Fondatore della C. Olivetti & C (1908).                   | Samuel David Camillo Olivetti (1868 - 1943) Fondatore della C. Olivetti & C (1908).                   |  |  |               |               |               |               | Famiglia Levi-Tanzi | Famiglia Levi-Tanzi | Famiglia Levi-Tanzi | Famiglia Levi-Tanzi | Famiglia Levi-Tanzi                                              | Famiglia Levi-Tanzi                                              |                                                                  |                                                                  |                                                                  |                                                                  |                   |                   | Gino Olivetti 1880 - 1942 * Fondatore e segretario di Confindustria (1919-1933) * Presidente della Juventus (1920-1923) | Gino Olivetti 1880 - 1942 * Fondatore e segretario di Confindustria (1919-1933) * Presidente della Juventus (1920-1923) | Gino Olivetti 1880 - 1942 * Fondatore e segretario di Confindustria (1919-1933) * Presidente della Juventus (1920-1923) | Gino Olivetti 1880 - 1942 * Fondatore e segretario di Confindustria (1919-1933) * Presidente della Juventus (1920-1923) | Gino Olivetti 1880 - 1942 * Fondatore e segretario di Confindustria (1919-1933) * Presidente della Juventus (1920-1923) | Gino Olivetti 1880 - 1942 * Fondatore e segretario di Confindustria (1919-1933) * Presidente della Juventus (1920-1923) | | | | | | |  |  | Angelo Oliviero Olivetti ? (1874 - 1931) Politologo, importante esponente del sindacalismo fascista e del corporativismo | Angelo Oliviero Olivetti ? (1874 - 1931) Politologo, importante esponente del sindacalismo fascista e del corporativismo | Angelo Oliviero Olivetti ? (1874 - 1931) Politologo, importante esponente del sindacalismo fascista e del corporativismo | Angelo Oliviero Olivetti ? (1874 - 1931) Politologo, importante esponente del sindacalismo fascista e del corporativismo | Angelo Oliviero Olivetti ? (1874 - 1931) Politologo, importante esponente del sindacalismo fascista e del corporativismo | Angelo Oliviero Olivetti ? (1874 - 1931) Politologo, importante esponente del sindacalismo fascista e del corporativismo |  |  |  |  |  |  |  |  |  |  |  |  |
|  |  | | | | | | |  |  |                             |                             |                             |                             |                             |                             |  |  |                                                       |                                                       |                                                                     |                                                       |                                                       |                                                       |             |             | | | | | | |  |  | | | | | | |  |  |               |               |               |               |                     |                     |                     |                     |                                                                  |                                                                  |                                                                  |                                                                  |                                                                  |                                                                  |                   |                   | | | | | | | | | | | | |  |  | | | | | | |  |  |  |  |  |  |  |  |  |  |  |  |
|  |  | | | | | | |  |  |                             |                             |                             |                             |                             |                             |  |  |                                                       |                                                       |                                                                     |                                                       |                                                       |                                                       |             |             | | | | | | |  |  | | | | | | |  |  |               |               |               |               |                     |                     |                     |                     |                                                                  |                                                                  |                                                                  |                                                                  |                                                                  |                                                                  |                   |                   | | | | | | | | | | | | |  |  | | | | | | |  |  |  |  |  |  |  |  |  |  |  |  |
|  |  | * Elena Olivetti (1900 - 1978) * Silvia Olivetti (1904 - 1990) * Laura "Lalla" Olivetti (1907 - 1934) | * Elena Olivetti (1900 - 1978) * Silvia Olivetti (1904 - 1990) * Laura "Lalla" Olivetti (1907 - 1934) | * Elena Olivetti (1900 - 1978) * Silvia Olivetti (1904 - 1990) * Laura "Lalla" Olivetti (1907 - 1934) | * Elena Olivetti (1900 - 1978) * Silvia Olivetti (1904 - 1990) * Laura "Lalla" Olivetti (1907 - 1934) | * Elena Olivetti (1900 - 1978) * Silvia Olivetti (1904 - 1990) * Laura "Lalla" Olivetti (1907 - 1934) | * Elena Olivetti (1900 - 1978) * Silvia Olivetti (1904 - 1990) * Laura "Lalla" Olivetti (1907 - 1934) |  |  | Dino Olivetti (1912 - 1976) | Dino Olivetti (1912 - 1976) | Dino Olivetti (1912 - 1976) | Dino Olivetti (1912 - 1976) | Dino Olivetti (1912 - 1976) | Dino Olivetti (1912 - 1976) |  |  | Massimo Olivetti (1902 - 1949)                        | Massimo Olivetti (1902 - 1949)                        | Massimo Olivetti (1902 - 1949)                                      | Massimo Olivetti (1902 - 1949)                        | Massimo Olivetti (1902 - 1949)                        | Massimo Olivetti (1902 - 1949)                        |             |             | Grazia Galletti | Grazia Galletti | Grazia Galletti | Grazia Galletti | Grazia Galletti | Grazia Galletti |  |  | Adriano Olivetti (1901 - 1960) * Direttore della Olivetti (1932-1960) * Leader del Movimento Comunità | Adriano Olivetti (1901 - 1960) * Direttore della Olivetti (1932-1960) * Leader del Movimento Comunità | Adriano Olivetti (1901 - 1960) * Direttore della Olivetti (1932-1960) * Leader del Movimento Comunità | Adriano Olivetti (1901 - 1960) * Direttore della Olivetti (1932-1960) * Leader del Movimento Comunità | Adriano Olivetti (1901 - 1960) * Direttore della Olivetti (1932-1960) * Leader del Movimento Comunità | Adriano Olivetti (1901 - 1960) * Direttore della Olivetti (1932-1960) * Leader del Movimento Comunità |  |  | Paola Levi    | Paola Levi    | Paola Levi    | Paola Levi    | Paola Levi          | Paola Levi          |                     |                     | Natalia Ginzburg (nata Levi) (1916 - 1991) Scrittrice e deputata | Natalia Ginzburg (nata Levi) (1916 - 1991) Scrittrice e deputata | Natalia Ginzburg (nata Levi) (1916 - 1991) Scrittrice e deputata | Natalia Ginzburg (nata Levi) (1916 - 1991) Scrittrice e deputata | Natalia Ginzburg (nata Levi) (1916 - 1991) Scrittrice e deputata | Natalia Ginzburg (nata Levi) (1916 - 1991) Scrittrice e deputata |                   |                   | | | | | | | Arrigo Olivetti (1889 - 1977) *Cognato e cugino primo di Adriano Olivetti *A.D. della Olivetti *Liberale, cofondatore della rivista "Il Mondo" e co-segretario del Partito Radicale dal 1959 al 1962. | Arrigo Olivetti (1889 - 1977) *Cognato e cugino primo di Adriano Olivetti *A.D. della Olivetti *Liberale, cofondatore della rivista "Il Mondo" e co-segretario del Partito Radicale dal 1959 al 1962. | Arrigo Olivetti (1889 - 1977) *Cognato e cugino primo di Adriano Olivetti *A.D. della Olivetti *Liberale, cofondatore della rivista "Il Mondo" e co-segretario del Partito Radicale dal 1959 al 1962. | Arrigo Olivetti (1889 - 1977) *Cognato e cugino primo di Adriano Olivetti *A.D. della Olivetti *Liberale, cofondatore della rivista "Il Mondo" e co-segretario del Partito Radicale dal 1959 al 1962. | Arrigo Olivetti (1889 - 1977) *Cognato e cugino primo di Adriano Olivetti *A.D. della Olivetti *Liberale, cofondatore della rivista "Il Mondo" e co-segretario del Partito Radicale dal 1959 al 1962. | Arrigo Olivetti (1889 - 1977) *Cognato e cugino primo di Adriano Olivetti *A.D. della Olivetti *Liberale, cofondatore della rivista "Il Mondo" e co-segretario del Partito Radicale dal 1959 al 1962. |  |  | | | | | | |  |  |  |  |  |  |  |  |  |  |  |  |
|  |  | * Elena Olivetti (1900 - 1978) * Silvia Olivetti (1904 - 1990) * Laura "Lalla" Olivetti (1907 - 1934) | * Elena Olivetti (1900 - 1978) * Silvia Olivetti (1904 - 1990) * Laura "Lalla" Olivetti (1907 - 1934) | * Elena Olivetti (1900 - 1978) * Silvia Olivetti (1904 - 1990) * Laura "Lalla" Olivetti (1907 - 1934) | * Elena Olivetti (1900 - 1978) * Silvia Olivetti (1904 - 1990) * Laura "Lalla" Olivetti (1907 - 1934) | * Elena Olivetti (1900 - 1978) * Silvia Olivetti (1904 - 1990) * Laura "Lalla" Olivetti (1907 - 1934) | * Elena Olivetti (1900 - 1978) * Silvia Olivetti (1904 - 1990) * Laura "Lalla" Olivetti (1907 - 1934) |  |  | Dino Olivetti (1912 - 1976) | Dino Olivetti (1912 - 1976) | Dino Olivetti (1912 - 1976) | Dino Olivetti (1912 - 1976) | Dino Olivetti (1912 - 1976) | Dino Olivetti (1912 - 1976) |  |  | Massimo Olivetti (1902 - 1949)                        | Massimo Olivetti (1902 - 1949)                        | Massimo Olivetti (1902 - 1949)                                      | Massimo Olivetti (1902 - 1949)                        | Massimo Olivetti (1902 - 1949)                        | Massimo Olivetti (1902 - 1949)                        |             |             | Grazia Galletti | Grazia Galletti | Grazia Galletti | Grazia Galletti | Grazia Galletti | Grazia Galletti |  |  | Adriano Olivetti (1901 - 1960) * Direttore della Olivetti (1932-1960) * Leader del Movimento Comunità | Adriano Olivetti (1901 - 1960) * Direttore della Olivetti (1932-1960) * Leader del Movimento Comunità | Adriano Olivetti (1901 - 1960) * Direttore della Olivetti (1932-1960) * Leader del Movimento Comunità | Adriano Olivetti (1901 - 1960) * Direttore della Olivetti (1932-1960) * Leader del Movimento Comunità | Adriano Olivetti (1901 - 1960) * Direttore della Olivetti (1932-1960) * Leader del Movimento Comunità | Adriano Olivetti (1901 - 1960) * Direttore della Olivetti (1932-1960) * Leader del Movimento Comunità |  |  | Paola Levi    | Paola Levi    | Paola Levi    | Paola Levi    | Paola Levi          | Paola Levi          |                     |                     | Natalia Ginzburg (nata Levi) (1916 - 1991) Scrittrice e deputata | Natalia Ginzburg (nata Levi) (1916 - 1991) Scrittrice e deputata | Natalia Ginzburg (nata Levi) (1916 - 1991) Scrittrice e deputata | Natalia Ginzburg (nata Levi) (1916 - 1991) Scrittrice e deputata | Natalia Ginzburg (nata Levi) (1916 - 1991) Scrittrice e deputata | Natalia Ginzburg (nata Levi) (1916 - 1991) Scrittrice e deputata |                   |                   | | | | | | | Arrigo Olivetti (1889 - 1977) *Cognato e cugino primo di Adriano Olivetti *A.D. della Olivetti *Liberale, cofondatore della rivista "Il Mondo" e co-segretario del Partito Radicale dal 1959 al 1962. | Arrigo Olivetti (1889 - 1977) *Cognato e cugino primo di Adriano Olivetti *A.D. della Olivetti *Liberale, cofondatore della rivista "Il Mondo" e co-segretario del Partito Radicale dal 1959 al 1962. | Arrigo Olivetti (1889 - 1977) *Cognato e cugino primo di Adriano Olivetti *A.D. della Olivetti *Liberale, cofondatore della rivista "Il Mondo" e co-segretario del Partito Radicale dal 1959 al 1962. | Arrigo Olivetti (1889 - 1977) *Cognato e cugino primo di Adriano Olivetti *A.D. della Olivetti *Liberale, cofondatore della rivista "Il Mondo" e co-segretario del Partito Radicale dal 1959 al 1962. | Arrigo Olivetti (1889 - 1977) *Cognato e cugino primo di Adriano Olivetti *A.D. della Olivetti *Liberale, cofondatore della rivista "Il Mondo" e co-segretario del Partito Radicale dal 1959 al 1962. | Arrigo Olivetti (1889 - 1977) *Cognato e cugino primo di Adriano Olivetti *A.D. della Olivetti *Liberale, cofondatore della rivista "Il Mondo" e co-segretario del Partito Radicale dal 1959 al 1962. |  |  | | | | | | |  |  |  |  |  |  |  |  |  |  |  |  |
|  |  | | | | | | |  |  |                             |                             |                             |                             |                             |                             |  |  |                                                       |                                                       |                                                                     |                                                       |                                                       |                                                       |             |             | | | | | | |  |  | | | | | | |  |  |               |               |               |               |                     |                     |                     |                     |                                                                  |                                                                  |                                                                  |                                                                  |                                                                  |                                                                  |                   |                   | | | | | | | | | | | | |  |  | | | | | | |  |  |  |  |  |  |  |  |  |  |  |  |
|  |  | | | | | | |  |  |                             |                             |                             |                             |                             |                             |  |  |                                                       |                                                       |                                                                     |                                                       |                                                       |                                                       |             |             | | | | | | |  |  | | | | | | |  |  |               |               |               |               |                     |                     |                     |                     |                                                                  |                                                                  |                                                                  |                                                                  |                                                                  |                                                                  |                   |                   | | | | | | | | | | | | |  |  | | | | | | |  |  |  |  |  |  |  |  |  |  |  |  |
|  |  | | | | | | |  |  |                             |                             |                             |                             |                             |                             |  |  |                                                       |                                                       |                                                                     |                                                       |                                                       |                                                       |             |             | Laura Olivetti (1950 - 2015) Psicologa | Laura Olivetti (1950 - 2015) Psicologa | Laura Olivetti (1950 - 2015) Psicologa | Laura Olivetti (1950 - 2015) Psicologa | Laura Olivetti (1950 - 2015) Psicologa | Laura Olivetti (1950 - 2015) Psicologa |  |  | Roberto Olivetti (1928 - 1985) Direttore della Olivetti (1960-1964/1967-1971)                         | Roberto Olivetti (1928 - 1985) Direttore della Olivetti (1960-1964/1967-1971)                         | Roberto Olivetti (1928 - 1985) Direttore della Olivetti (1960-1964/1967-1971)                         | Roberto Olivetti (1928 - 1985) Direttore della Olivetti (1960-1964/1967-1971)                         | Roberto Olivetti (1928 - 1985) Direttore della Olivetti (1960-1964/1967-1971)                         | Roberto Olivetti (1928 - 1985) Direttore della Olivetti (1960-1964/1967-1971)                         |  |  | Anna Olivetti | Anna Olivetti | Anna Olivetti | Anna Olivetti | Anna Olivetti       | Anna Olivetti       |                     |                     | Lidia Olivetti                                                   | Lidia Olivetti                                                   | Lidia Olivetti                                                   | Lidia Olivetti                                                   | Lidia Olivetti                                                   | Lidia Olivetti                                                   |                   |                   | | | | | | | | | | | | |  |  | | | | | | |  |  |  |  |  |  |  |  |  |  |  |  |
|  |  | | | | | | |  |  |                             |                             |                             |                             |                             |                             |  |  |                                                       |                                                       |                                                                     |                                                       |                                                       |                                                       |             |             | Laura Olivetti (1950 - 2015) Psicologa | Laura Olivetti (1950 - 2015) Psicologa | Laura Olivetti (1950 - 2015) Psicologa | Laura Olivetti (1950 - 2015) Psicologa | Laura Olivetti (1950 - 2015) Psicologa | Laura Olivetti (1950 - 2015) Psicologa |  |  | Roberto Olivetti (1928 - 1985) Direttore della Olivetti (1960-1964/1967-1971)                         | Roberto Olivetti (1928 - 1985) Direttore della Olivetti (1960-1964/1967-1971)                         | Roberto Olivetti (1928 - 1985) Direttore della Olivetti (1960-1964/1967-1971)                         | Roberto Olivetti (1928 - 1985) Direttore della Olivetti (1960-1964/1967-1971)                         | Roberto Olivetti (1928 - 1985) Direttore della Olivetti (1960-1964/1967-1971)                         | Roberto Olivetti (1928 - 1985) Direttore della Olivetti (1960-1964/1967-1971)                         |  |  | Anna Olivetti | Anna Olivetti | Anna Olivetti | Anna Olivetti | Anna Olivetti       | Anna Olivetti       |                     |                     | Lidia Olivetti                                                   | Lidia Olivetti                                                   | Lidia Olivetti                                                   | Lidia Olivetti                                                   | Lidia Olivetti                                                   | Lidia Olivetti                                                   |                   |                   | | | | | | | | | | | | |  |  | | | | | | |  |  |  |  |  |  |  |  |  |  |  |  |
|  |  | | | | | | |  |  |                             |                             |                             |                             |                             |                             |  |  |                                                       |                                                       |                                                                     |                                                       |                                                       |                                                       |             |             | | | | | | |  |  | | | | | | |  |  |               |               |               |               |                     |                     |                     |                     |                                                                  |                                                                  |                                                                  |                                                                  |                                                                  |                                                                  |                   |                   | | | | | | | | | | | | |  |  | | | | | | |  |  |  |  |  |  |  |  |  |  |  |  |
|  |  | | | | | | |  |  |                             |                             |                             |                             |                             |                             |  |  |                                                       |                                                       |                                                                     |                                                       |                                                       |                                                       |             |             | | | | | | |  |  | Magda Olivetti (1935 - 2020) Nipote di Adriano, traduttrice di scrittori tedeschi                     | | | | | |  |  |               |               |               |               |                     |                     |                     |                     |                                                                  |                                                                  |                                                                  |                                                                  |                                                                  |                                                                  |                   |                   | | | | | | | | | | | | |  |  | | | | | | |  |  |  |  |  |  |  |  |  |  |  |  |
|  |  | | | | | | |  |  |                             |                             |                             |                             |                             |                             |  |  |                                                       |                                                       |                                                                     |                                                       |                                                       |                                                       |             |             | | | | | | |  |  | | | | | | |  |  |               |               |               |               |                     |                     |                     |                     |                                                                  |                                                                  |                                                                  |                                                                  |                                                                  |                                                                  |                   |                   | | | | | | | | | | | | |  |  | | | | | | |  |  |  |  |  |  |  |  |  |  |  |  |